# 마이클 알메레이다
마이클 알메레이다(Michael Almereyda, 1960년 4월 7일 ~ )는 미국의 영화 감독, 각본가, 영화 프로듀서이다. 잘 알려진 작품으로는 에단 호크 주연의 햄릿 2000(2000년)이다.
하버드 대학교에서 미술사를 공부했지만 3년 뒤 이를 그만두고 영화 제작을 추구했다.

## 참여 작품
- 우리 시대의 영웅
- 햄릿 2000
- 범죄의 제국
- 밀그램 프로젝트
- 테슬라 (영화)